# Tiberio Evoli
Tiberio Evoli (Melito di Porto Salvo, 18 dicembre 1872 – Melito di Porto Salvo, 22 luglio 1967) è stato un medico e politico italiano.
Evoli organizzò le prime lotte operaie in Calabria. Fondò nel 1907 il Comitato antimalarico calabrese insieme all'igienista e politico italiano Angelo Celli. Nel 1909 costruì una baracca ospedale per le vittime del terremoto. Dal 1910 in poi, partecipò alla lotta contro l'analfabetismo insieme a Gaetano Salvemini e Umberto Zanotti Bianco. Attivo collaboratore dell'ANIMI (Associazione nazionale per gli interessi del Mezzogiorno d'Italia), si occupò in seguito dell'Asilo infantile di Melito di Porto Salvo che si aprì nel 1911, diventandone il direttore. Nel 1915 fondò l'Ospedale di Melito di Porto Salvo che ancora oggi porta il suo nome. 
Membro del partito socialista calabrese, venne eletto deputato nel 1919. Nel 1925 fondò il Centro calabrese per la cura dei tumori e negli anni seguenti diresse l'Ospedale Tiberio Evoli di Melito di Porto Salvo.

## Biografia
Tiberio Evoli, nacque il 18 dicembre 1872 a Melito di Porto Salvo (provincia di Reggio Calabria), da Giacomo e Filomena Laganà. Compì gli studi secondari nel Liceo classico Tommaso Campanella di Reggio Calabria, e nel 1892 iniziò il corso di medicina e chirurgia nell'università di Napoli. Si specializzò successivamente in ostetricia e ginecologia, divenendo medico interno nella clinica ostetrica di Firenze.

### Tiberio Evoli e la Politica
Politicamente impegnato su posizioni di sinistra, aderì al movimento irredentista facente capo a Matteo Renato Imbriani e a Roberto Mirabelli. Intorno al 1895 divenne membro del partito socialista e nel 1896 presidente del Circolo socialista "Nicola Barbato" di Melito Porto Salvo.
Nel 1897 partecipò come volontario alla guerra greco-turca, militando con i Greci nella legione organizzata dal colonnello Bertè e inquadrata, con quella di Amilcare Cipriani, nelle truppe agli ordini di Ricciotti Garibaldi. A partire dal 1898 partecipò attivamente al movimento operaio in Calabria: noto ormai come socialista e segnalato dalla questura di Reggio Calabria come elemento sovversivo, non solo fu escluso dalla scuola di sanità militare, ma, avendo appreso che nei suoi confronti era stato emesso un ordine di arresto, nel 1900 dovette andare via, prima a Lugano e poi a Parigi.
Nel 1903 diede vita a Reggio Calabria, con Pasquale Namia, al giornale politico "La Lotta". Nel 1919, eletto deputato per la circoscrizione di Reggio Calabria, entrò a far parte del gruppo socialista riformista presieduto da Ivano Bonomi. Nel 1920 fu chiamato dal ministro del Lavoro a presiedere l'Istituto di previdenza sociale allora istituito a Reggio. Con l'avvento del fascismo egli abbandonò l'attività politica.

### Tiberio Evoli e la Medicina
Tornato in Italia nel 1902, fondò l'Associazione nazionale dei medici condotti, della quale fu vicepresidente, fino a quando, nel 1924, l'Associazione stessa venne disciolta dal governo fascista.

Nel 1905 un terremoto distrusse i comuni di Ferruzzano e Bruzzano Zeffirio, in provincia di Reggio, e centinaia di feriti, per la mancanza di idonee strutture, furono costretti a giacere per due giorni all'aperto. Così Evoli cominciò ad abbozzare un progetto per la fondazione di un ospedale. Il proposito fu tragicamente rafforzato dal successivo Terremoto di Messina del 1908, che devastò la provincia di Reggio Calabria. Nel 1906 costruì a Melito di Porto Salvo la Casa del popolo, che mise a disposizione delle organizzazioni operaie cooperative e di mutuo soccorso. Si impegnò nella lotta sociosanitaria contro la malaria, vero flagello per la Calabria: nel 1907 fondò, con Angelo Celli, il Comitato antimalarico calabrese e nel 1911 istituì a Bagaladi, nel Reggino, un sanatorio antimalarico per ospitare i malati cronici.. Era intanto nata in lui l'idea della costruzione di un efficiente ospedale a Melito di Porto Salvo.

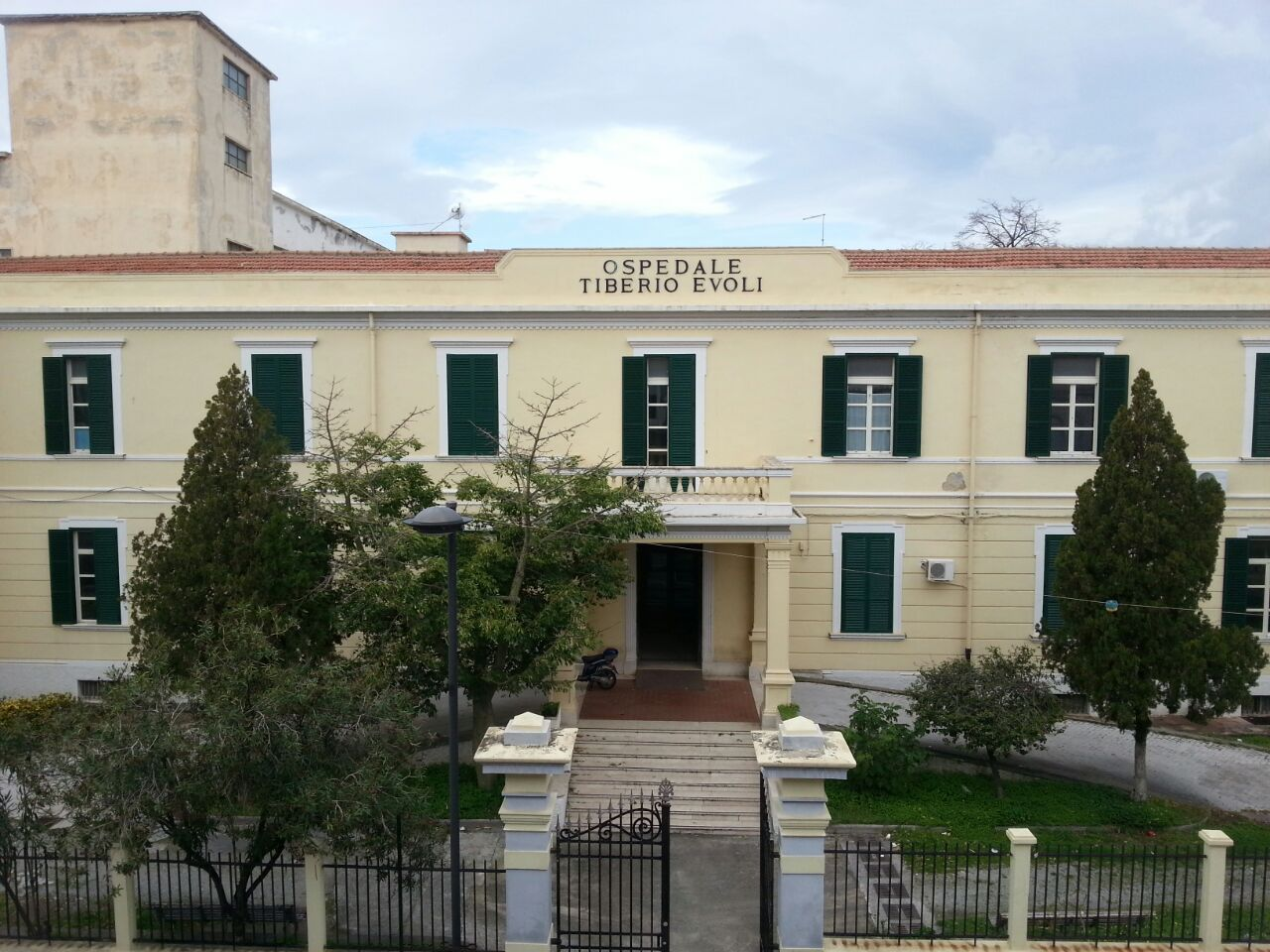
Ospedale "Tiberio Evoli", oggi

#### La nascita del nosocomio
Nel gennaio del 1909 costruì una baracca-ospedale in grado di accogliere e curare i feriti più gravi di Melito, fin quando non fu possibile disporre di una grande tenda-ospedale donata dalla Croce Rossa Svizzera e di un padiglione Docker fornito dal Ministero dell'interno. Gli fu conferita dal ministro dell'Interno la medaglia di benemerito della Sanità pubblica, e si impegnò decisamente nella realizzazione del progetto: in stretta collaborazione con il Comitato universitario pro-ospedale, costituito a Messina nel gennaio del 1908, per anni svolse un'intensa attività in tutta Italia per la raccolta dei fondi
Finalmente il 15 maggio 1915 l'ospedale di Melito di Porto Salvo, che volle intitolare a Giuseppe Garibaldi, in ricordo dello sbarco che il generale aveva effettuato su quella costa nel 1860, cominciò a operare con un padiglione di 25 letti. Nello stesso anno conseguì a Firenze la libera docenza in ginecologia discutendo la tesi "Il taglio cesareo sopra sinfisario" (Firenze 1915) ed entrò a far parte del Consiglio provinciale sanitario e del Comitato provinciale di assistenza e beneficenza pubblica.
Sempre nel 1912, dopo la promulgazione della legge che istituiva gli Ordini professionali, era stato eletto presidente dell'Ordine dei medici di Reggio, ufficio nel quale fu poi sempre confermato fino all'avvento del fascismo. Terminata la sua carriera politica, l'opera del medico per il potenziamento dell'ospedale di Melito di Porto Salvo proseguì senza sosta: nel 1925, quando il governo bandì la lotta contro i tumori maligni, egli fondò il Centro calabrese per la cura dei tumori e, con il concorso di Pietro Timpano e Gianfranco Costanzo, dotò l'ospedale del radium per la cura gratuita dei malati indigenti affetti da neoplasie.
Nel '30, nel '52 e nel '53 realizzò altri padiglioni, edifici per servizi vari e, nel 1954, una cappella-oratorio. Nel 1956, infine, vi furono le solenni onoranze per l'inaugurazione dell'ospedale, del quale Evoli fu primario e direttore sanitario.
Attualmente l'ospedale, comunemente noto come ospedale "Tiberio Evoli" pur essendo ancora di fatto intitolato a Garibaldi, conta 5 padiglioni (rispettivamente intitolati ad Agostino Casile, Tiberio Evoli, Giacomo Evoli, Francesco Mantica e Pietro Timpano) e un istituto di radiologia e terapia fisica (intitolato a Giacomo Evoli junior). Attualmente è abilitato per 200 posti letto. Giacomo Junior, figlio di Tiberio, fu medico e specialista in radiologia, e, prima di trasferirsi nell'ospedale di Melito di Porto Salvo, diresse l'istituto di radiologia dell'ospedale di Lugo. Morì a soli 40 anni.

### Altre attività
Nel 1912 aveva fondato l'asilo infantile "Matilde Evoli", che funzionò poi ininterrottamente sotto la sua presidenza e con il suo concorso finanziario.
Nel 1951 l'asilo fu distrutto da un'alluvione, così il Medico dovette concorrere anche finanziariamente alla sua ricostruzione completata nel 1955.

## Riconoscimenti
- Riconoscimento del presidente Luigi Einaudi, nel 1952, per la fondazione e la direzione dell'ospedale;
- Gli fu conferita, nel 1956, la medaglia d'oro quale benemerito dell'educazione infantile e della scuola primaria dal presidente Giovanni Gronchi, su proposta del ministro della Pubblica Istruzione.

## I suoi scritti
Tiberio Evoli fu autore di pochi scritti scientifici, tra cui la sua tesi di specializzazione. Ricordiamo:
- Contributo alla patogenesi dell'eclampsia puerperale, Scansano 1903;
- In tema di delinquenza sessuale: note medico-legali, Milano 1910;
- Su un caso di inversione uterina puerperale, Siena 1915.

## Citazioni
- "Eguagliare, di fronte alla salute, tutti gli esseri umani; dare una madre ai figli di nessuno"